# Quảng Thành, Gia Nghĩa
Quảng Thành là một phường thuộc thành phố Gia Nghĩa, tỉnh Đắk Nông, Việt Nam.

## Địa lý
Phường Quảng Thành nằm ở phía bắc thành phố Gia Nghĩa, có vị trí địa lý:
- Phía đông và phía bắc giáp huyện Đắk Glong
- Phía tây giáp huyện Đắk Song và xã Đắk R'Moan
- Phía nam giáp các phường Nghĩa Đức, Nghĩa Phú, Nghĩa Thành.

Phường Quảng Thành có diện tích 77,61 km², dân số năm 2019 là 5.730 người, mật độ dân số đạt 74 người/km².

## Hành chính
Phường Quảng Thành được chia thành 7 tổ dân phố: Nghĩa Hòa, Nghĩa Lợi, Nghĩa Thắng, Nghĩa Tín, Tân Lập, Tân Thịnh, Tân Tiến.

## Lịch sử
Sau năm 1975, Quảng Thành là một xã thuộc huyện Đắk Nông, tỉnh Đắk Lắk.
Ngày 27 tháng 6 năm 2005, Chính phủ ban hành Nghị định 82/2005/NĐ-CP về việc:
- Chuyển xã Quảng Thành về thị xã Gia Nghĩa mới thành lập
- Thành lập phường Nghĩa Đức trên cơ sở điều chỉnh 1.232 ha diện tích tự nhiên và 710 nhân khẩu của xã Quảng Thành
- Thành lập phường Nghĩa Thành trên cơ sở điều chỉnh 152 ha diện tích tự nhiên và 2.754 nhân khẩu của xã Quảng Thành
- Thành lập phường Nghĩa Phú trên cơ sở điều chỉnh 614 ha diện tích tự nhiên và 512 nhân khẩu của xã Quảng Thành
- Thành lập xã Đắk R'Moan trên cơ sở 4.956 ha diện tích tự nhiên với 4.045 nhân khẩu của xã Quảng Thành.

Sau khi điều chỉnh địa giới hành chính, xã Quảng Thành còn lại 7.945 ha diện tích tự nhiên và 1.984 nhân khẩu.
Ngày 22 tháng 12 năm 2016, Hội đồng Nhân dân tỉnh Đắk Nông ban hành Nghị quyết 43/NQ-HĐND về việc điều chỉnh thôn Nghĩa Tín và Nghĩa Hòa để thành lập hai thôn mới Nghĩa Thắng và Nghĩa Lợi.
Ngày 17 tháng 12 năm 2019, Ủy ban Thường vụ Quốc hội ban hành Nghị quyết 835/NQ-UBTVQH14 (nghị quyết có hiệu lực từ ngày 1 tháng 1 năm 2020). Theo đó, thành lập phường Quảng Thành trên cơ sở toàn bộ 77,59 km² diện tích tự nhiên và 7.583 người của xã Quảng Thành, đồng thời chuyển thị xã Gia Nghĩa thành thành phố Gia Nghĩa thuộc tỉnh Đắk Nông.